# Cosmosoma hercynacula
Cosmosoma hercynacula är en fjärilsart som beskrevs av Dyar 1914. Cosmosoma hercynacula ingår i släktet Cosmosoma och familjen björnspinnare. Inga underarter finns listade i Catalogue of Life.